# Liksajny
Liksajny (niem. Nickelshagen) – wieś w Polsce położona w województwie warmińsko-mazurskim, w powiecie ostródzkim, w gminie Miłomłyn.
W latach 1954–1959 wieś należała i była siedzibą władz gromady Liksajny, po jej zniesieniu w gromadzie Szymonowo, przemianowanej w 1970 r. na gromadę Wodziany. W latach 1975–1998 miejscowość administracyjnie należała do województwa olsztyńskiego.

## Geografia
Na obszarze wsi znajduje się góra Glinianka (niem. Lehm Berg) – o wysokości 120 m, na południe od jeziora Ruda Woda.  W pobliżu wsi znajduje się także jezioro Zgniłek.

## Historia
Wieś wzmiankowana w dokumentach z roku 1325, jako wieś czynszowa na 60 włókach. Pierwotna nazwa wsi brzmiała Niclaushayn. W roku 1782 we wsi odnotowano 21 domów (dymów), natomiast w 1858 w 67 gospodarstwach domowych było 601 mieszkańców. W latach 1937–39 było 485 mieszkańców.
Po II wojnie światowej, w 1945 roku powstała grupa Świadków Jehowy, którą tworzyły ukraińskojęzyczne rodziny.
20 czerwca 1966 roku oddział Milicji Obywatelskiej zatrzymał konwój wiozący Obraz Matki Bożej Częstochowskiej i przemocą odebrał go z rąk prymasa Stefana Wyszyńskiego. Władze komunistyczne zadecydowały, że wieś będzie idealnym miejscem do zatrzymania trwającej od 29 sierpnia 1957 roku ogólnopolskiej peregrynacji cudownego wizerunku z Jasnej Góry. 20 czerwca 2011 roku postawiono we wsi kapliczkę, która przypomina o tym aresztowaniu epoki PRL. 19 czerwca 2016 roku w Liksajnach odbyły się uroczystości upamiętniające tamte wydarzenia, którym przewodniczył biskup elbląski Jacek Jezierski.